# Généalogie féministe dans l'art espagnol : 1960-2010
Généalogies féministes dans l'art espagnol : 1960-2010 (Genealogías feministas en el arte español: 1960 - 2010) est une exposition qui a eu lieu du 24 juin 2012 au 24 février 2013 au Musée d'Art contemporain de Castille-et-León (es). Cette exposition propose une lecture de l'histoire de l'art en Espagne à travers les féminismes.

## Description
Les commissaires d'exposition sont Patricia Mayayo et Juan Vicente Aliaga.
L'exposition présente une historiographie artistique espagnole qui aborde les thèmes du féminisme et comment ce discours a été abordé dans les institutions. L'exposition présente des œuvres de protestation et dénonciation du franquisme, des œuvres réalistes dans laquelle la représentation de la femme est basée sur la famille, les soins, jusqu'aux travaux plus conceptuels du XXIe siècle. Cette exposition vise à donner plus de visibilité à des artistes qui ont travaillé sur le genre que l'historiographie n'a pas retenus. Elle  propose aussi une réinterprétation de l'art espagnol à travers le prisme du féminisme.
L'exposition présente les œuvres de : Esther Ferrer, Carmen Chauve, Paix Mur, Carlos Pazos, Miguel Benlloch, Ou.R.G.I.À, Post-Op, Mari Chordà, Marisa González, Isabel Villar, Eulàlia Valldosera, Cristina Lucas, Ana Navarrete, Juan Hidalgo, Mau Monleón, Alicia Framis, Paloma Navares, Marina Nuñez. Quelques artistes masculins ayant abordé la question de l'identité sexuelle et du genre sont également exposés.
Les personnalités liées à l'art et au féminisme, invitées à aborder différents thèmes sont : Margarita Aizpuru , Xabier Arakistain, Assumpta Bassas, María José Belbel, Colectivof, Olga Fernández, Silvia L. Gil, Ana Navarrete, Elsa Plaza Müller, Paul B. Preciado, Alicia H. Puleo, Isabel Tejeda, Paloma Uría.
L'exposition a donné lieu à deux séminaires, un[Quoi ?] au Musée national centre d'art Reine Sofia à Madrid, le[pas clair] deuxième au Musée d'Art contemporain de Castille-et-León, en février de 2013,.
L'exposition et les séminaires ont fait l'objet d'une publication, en 2013.

## Publication
- (es) Juan Vicente Aliaga et al., Genealogias feministas en el arte español: 1960-2010, This Side Up, 2013, 304 p. (ISBN 9788493491666)